# Дарвинизам
Дарвинизам је опште прихваћен појам за Дарвинову теорију еволуције према којој су се сва жива бића развила од малог броја једноставних облика живота путем посебног и дуготрајног процеса развоја и природног одабирања. Као модел развоја (еволуције), знатно је утицао на развој биолошких, психолошких и социјалних наука, али и на спорове унутар различитих религијских схватања и догми о настанку људске врсте и развоју човека.